# Elliot Lake (Ontario)
Elliot Lake (offiziell City of Elliot Lake) ist eine Flächengemeinde im Norden der kanadischen Provinz Ontario. Die Stadt liegt im Algoma District und hat den Status einer Single Tier (einstufigen Gemeinde).

## Lage
Die Gemeinde liegt nördlich des Huronsees, in einem Wald- und Seenreichen Gebiet. Der Siedlungsschwerpunkt liegt am östlichen Ende des der Gemeinde den namengebenden Sees. Elliot Lake liegt etwa 120 Kilometer Luftlinie westlich von Greater Sudbury bzw. etwa 130 Kilometer Luftlinie östlich von Sault Ste. Marie.

## Geschichte
Ursprünglich Siedlungsgebiet verschiedener Völker der First Nations, hauptsächlich der Algonkin, reicht der europäisch geprägte Teil der Geschichte der heutigen Gemeinde zurück bis zur Ankunft europäischer Pelzjäger und Händler. Eine umfangreiche landwirtschaftliche Nutzung des Wald- und Seenreichen Gebietes durch europäische Siedler erfolgte nicht. Aufschwung nahm die Besiedlung erst Anfang der 1950er Jahre, als hier in der Gegend verschiedene Bergwerke eröffnet wurden und der Abbau von Uranlagerstätten erfolgte. Gegründet wurde Elliot Lake offiziell im Jahr 1957. Die Stadt nannte sich bald „uranium capital of the world“ und hatte 1959 rund 26.000 Einwohner. Als die Vereinigten Staaten ab Mitte der 1960er Jahre kein Uran aus Kanada mehr erwarben, sank die Einwohnerzahl rapide. Bis 1970 wurde dann die Masse der Uranbergwerke geschlossen, das letzte Bergwerk schloss 1992. An diese Episode der Geschichte erinnert heute das „Elliot Lake Nuclear and Mining Museum“ sowie die „Canadian Mining Hall of Fame“. An die in Folge des Uranabbaus verstorbenen Bergarbeiter erinnert das „Elliot Lake Miner's Memorial“.
Im Rahmen der großen Gebietsreform in Ontario wurde Elliot Lake im Jahr 1990 zu einer Gemeinde zusammengefasst und bekam das Stadtrecht verliehen.
Zwei Dacheinstürze – das der Algo Centre Mall am 23. Juni 2012 und das des Lester B. Pearson Civic Centre am 21. Februar 2019 werden als entscheidende Einschnitte im Wirtschafts- und Kulturleben der Gemeinde bewertet. Beide Gebäude wurden anschließend abgerissen.

## Bevölkerung
Der Zensus im Jahr 2016 ergab für die Gemeinde eine Bevölkerungszahl von 10.741 Einwohnern, nachdem der Zensus im Jahr 2011 für die Gemeinde noch eine Bevölkerungszahl von 11.348 Einwohnern ergeben hatte. Die Bevölkerung hat damit im Vergleich zum letzten Zensus im Jahr 2011 entgegen dem Trend in der Provinz deutlich um 5,3 % abgenommen, während der Provinzdurchschnitt bei einer Bevölkerungszunahme von 4,6 % lag. Bereits im Zensuszeitraum von 2006 bis 2011 hatte die Einwohnerzahl in der Gemeinde entgegen den Trend um 1,7 % abgenommen, während sie im Provinzdurchschnitt um 5,7 % zunahm.

### Sprache
In der Gemeinde lebt eine relevante Anzahl von Franko-Ontarier. Bei offiziellen Befragungen gaben etwa 15 % der Einwohner an französisch als Muttersprache oder Umgangssprache zu verwenden. Auf Grund der Anzahl der französischsprachigen Einwohner gilt in der Gemeinde der „French Language Services Act“. Obwohl Ontario offiziell nicht zweisprachig ist, sind nach diesem Sprachgesetz die Provinzbehörden verpflichtet, ihre Dienstleistungen in bestimmten Gebieten auch in französischer Sprache anzubieten. Die Gemeinde gehört auch der Association française des municipalités d’Ontario (AFMO) an und fördert die französische Sprachnutzung auch auf Gemeindeebene.

## Verkehr
Elliot Lake wird von Süden kommend durch den Kings Highway 108 erschlossen. Durch die Ontario Northland Transportation Commission werden Busverbindungen mit verschiedenen anderen Orten angeboten.
Im Südosten der Gemeinde liegt der örtliche Flughafen „Elliot Lake Municipality Airport“ (IATA-Code: YEL, ICAO-Code: CYEL, Transport Canada Identifier: -), mit einer asphaltierten Start- und Landebahnen von 1370 Meter Länge.

## Söhne und Töchter der Stadt
- Manfred Reinholtz (1958–2020), Eishockeyspieler
- Alex Henry (* 1979), Eishockeyspieler und -trainer
- Christine Girard (* 1985), Gewichtheberin
- Zack Stortini (* 1985), Eishockeyspieler